# Милош Арсенијевић
Милош Арсенијевић јесте српски филозоф и универзитетски професор. Он је редовни професор на Одељењу за филозофију Филозофског факултета Универзитета у Београду.

## Биографија
Рођен је 1950. године у Београду, где је завршио гимназију и дипломирао на клавирском и теоријском одсеку Музичке школе „Јосип Славенски“, након чега је уписао филозофију. На Филозофском факултету Универзитета у Београду дипломирао је 1974, магистрирао 1983. (тема: Кантова теоријска филозофија) и докторирао 1987. године (тема: Простор и време у светлости једног решења Зенонових апорија). Од 1976. године је асистент-приправник, од 1985. године асистент, од 1988. године доцент, од 1997. године ванредни професор, а од 2003. године редовни професор на Одељењу за филозофију Филозофског факултета Универзитета у Београду, где држи курсеве из пресократске филозофије и савремене аналитичке филозофије. Стални је члан Фицвилијум колеџа на Универзитету у Кембриџу (Велика Британија) и Центра за филозофију науке Универзитета у Питсбургу (САД). Био је стипендиста немачких фондација Aleksandar fon Humbolt и DAAD, као и Норвешког савета. У Дубровнику је више година био директор и организатор септембарских међународних филозофских курсева у Међународном центру за постдипломске студије. Држао је специјалне курсеве филозофије на универзитетима у Хајделбергу и Грацу, предавао математику на Универзитету Мериленд и био члан пројекта Квантни објекти Немачког истраживачког друштва DFG на Институту за теоријску физику Универзитета у Келну. Одржао је низ гостујућих предавања на универзитетима у Хајделбергу, Карлсруеу, Билефелду, Дортмунду, Оксфорду, Лондону, Лидсу, Јорку, Даблину, Берклију, Моргантауну, Монтреалу, Буенос Аиресу, Грацу, Ослу, Будимпешти, Марибору и Загребу, као и на Осмом конгресу за логику, методологију и филозофију науке у Москви, конференцијама питсбуршког Центра за филозофију науке у Кастинлиончелу (Италија) и Барилочеу (Аргентина) и међународним конференцијама о простору и времену у Дубровнику, времену, временима и референцији у Санта Барбари, квантној механици у Хајделбергу, граничним питањима науке у Билефелду и супервенијенцији у Цељу. Одржао је више предавања на Математичком институту САНУ и Институту за физику у Београду.
Аутор је књига Простор, време, Зенон (Филозофско друштво Србије и Графички завод Хрватске, Београд-Загреб, 1986), Време и времена (Дерета, Београд, 2003) и Модалност и време (Издавачка књижарница Зорана Стојановића, Нови Сад, 2018) . За књигу „Време и времена“ добио Награду Радио Београда 2 за најбоље филозофско дело у 2003. години, која данас носи назив Награда „Никола Милошевић“ по великом српском филозофу и тадашњем председнику жирија за доделу овог престижног признања. Такође је аутор бројних текстова објављених у водећим светским часописима, као што су Analysis, Erkenntnis, Journal of Applied Logic, Philosophia naturalis и Dialektik, док су му текстови уврштени у зборнике великих издавачких кућа, као што су MIT Press, Kluwer и Spektrum Akademischer Vergal.
Био је руководилац пројекта Логичко-епистемолошки основи науке и метафизике Института за филозофију Филозофског факултета Универзитета у Београду, главни и одговорни уредник часописа Theoria и Филозофске студије, секретар Филозофског друштва Србије и декан Филозофског факултета Универзитета у Београду (2012-2015).